# Bombus branickii
Bombus branickii (saknar svenskt namn) är en insekt i överfamiljen bin (Apoidea) och släktet humlor (Bombus) som lever i Centralasien.

## Beskrivning
Arten är mycket lik stensnylthumla, och har tidigare räknats som en underart av denna. B. branickii har ett variabelt utseende, men vingarna är klart ljusare än stensnylthumlans. Honorna har gult på hjässa och nacke, helt gul mellankropp och även bakkroppens första tergit gul. Resten av bakkroppen är svart hos en färgform; det finns dock två former som har de två sista tergiterna orangeröda, en av dessa former har dessutom gula hår på de bakre-yttre delarna av andra och tredje tergiterna.
Hanarna har samma färgmönster som honorna på huvudet, och även om de också har en gul mellankropp, är fältet mellan vingfästena uppblandat med mörka hår som formar en avlång fläck. De tre främre tergiterna är gula, den fjärde svart, och de tre bakersta orangeröda.

## Ekologi
Humlan är en snylthumla som saknar egna arbetare, utan honan tränger in i andra humlors bon, dödar eller underkuvar drottningen och tvingar den övertagna kolonin att föda upp sina egna ägg och larver. Troliga värdhumlor är Bombus friseanus och Bombus keriensis. Humlan är en bergsart, som kan gå upp till 4 800 m. Bombus branickii lever bland annat på ärtväxter som Caragana versicolor och tistlar.

## Utbredning
Bombus branickii har en centralasiatisk utbredning och finns i Transbajkal, Inre Mongoliet, Tien Shan, Hindu Kush, Kashmir, Pamir, Tibet, Himachal Pradesh, Shanxi i Kina, Nordkorea, asiatiska Ryssland (Altajrepubliken och Zabajkalskij kraj), Afghanistan samt Pakistan.